# Tibor Klampár
Tibor Klampár (ur. 30 kwietnia 1953 w Budapeszcie) – węgierski tenisista stołowy, dwukrotny mistrz świata, trzykrotny mistrz Europy, zwycięzca Pucharu Świata w grze pojedynczej.
Pięciokrotnie zdobywał medale podczas mistrzostw świata, a największe sukcesy odnosił w deblu. Nie zdobył wprawdzie medalu w grze pojedynczej (czterokrotnie grał w ćwierćfinale), ale w deblu razem z Istvánem Jónyerem zdobył w Nagoi (1971) złoty medal, a w 1973 i 1979 roku (również z Istvánem Jónyerem) srebrny. Był drużynowym mistrzem świata w 1979 w Pjongjangu i wicemistrzem dwa lata później. 
W mistrzostwach Europy ośmiokrotnie zdobywał medale. Dwukrotnie był mistrzem Starego Kontynentu drużynowo oraz jeden raz w deblu (w parze z Istvánem Jónyerem).
Zwycięzca prestiżowego turnieju Europa Top 12 w Miszkolcu (1981). Startował w igrzyskach olimpijskich w Seulu zajmując 4. miejsce w grze pojedynczej.
Zwycięzca Pucharu Świata w grze pojedynczej w Kuala Lumpur (1981).